# Lars Färnlöf
Lars Gösta Färnlöf, född 22 juli 1942 i Alingsås, död 13 februari 1994 i Västerås, var en svensk jazzmusiker (främst trumpetare) och kompositör.

## Biografi
Färnlöf började som tonåring spela trumpet i hemstaden Västerås, och uppmärksammades för sitt deltagande som orkestermedlem i tävlingen TV-jazzen 1958. Mellan 1959 och 1962 studerade han vid Kungliga Musikhögskolan i Stockholm och ingick i pianisten Staffan Abeleens kvintett, där han blev en tongivande solist och kompositör, och utöver trumpet även spelade kornett och flygelhorn. Under ett par år vid 1960-talets mitt studerade Färnlöf musik vid University of Southern California i Los Angeles, och framträdde med olika grupper.
Som kompositör skrev Färnlöf musiken till filmer som Att angöra en brygga (1965) och Kameleonterna (1969), samt för underhållningsprogram i radio och tv, och revyer av Beppe Wolgers. Han komponerade även verk för Sveriges Radios symfoniorkester och symfoniorkestern i Västerås. Bland Färnlöfs kompositioner kan nämnas ”Farfars vals”, som spelats in av Bill Evans, Monica Zetterlund och Stan Getz.
Bland de musiker Färnlöf spelade med under sin karriär ingår Monica Zetterlund, Bill Evans, Bernt Rosengren, Quincy Jones, Jojje Wadenius, Beppe Wolgers, Fredrik Norén, Bobo Stenson, Red Mitchell, Stan Getz och Dick Morrissey.

## Priser och utmärkelser
- 1977 – Jan Johansson-stipendiet

## Diskografi (i urval)

### Som orkesterledare
- The Chameleon (RCA Victor, 1969)

### Med Staffan Abeleen Quintet
- Persepolis (Philips, 1964)
- Downstream (Philips, 1966)
- Svit Cachasa, med Radiojazzgruppen (SR Records, 1973)
- Sweet Alva (Odeon, 1974)

### Med Bernt Rosengren Big Band
- First Moves (EMI, 1977)
- Bernt Rosengren Big Band with Horace Parlan piano, Doug Raney guitar (Caprice, 1980)

### Hyllningsalbum
- Blå - 14 hyllningar till en låtskrivare (Sonet, 1992)

## Filmmusik (i urval)
- 1965 – Att angöra en brygga
- 1966 – Oj oj oj eller Sången om den eldröda hummern
- 1968 – Komedi i Hägerskog
- 1969 – Kameleonterna
- 1970 – Rötmånad
- 1971 – Troll
- 1973 – Om 7 flickor
- 1973 – Bröllopet